# 輝能科技
輝能科技股份有限公司（英語：ProLogium Technology） 成立於2006年，為一間專注於研發、製造固態鋰陶瓷電池（Lithium Ceramic Batteries, LCB）的國際型企業，現總部設於台灣，同時在新加坡、上海等地皆設有基地，員工數約580人。

## 歷史
- 2006年10月楊思枬成立了輝能科技，並開始了固態電池的研發，主要專注於消費性電子與穿戴應用的薄型柔性固態電池開發。[4]
- 2012年2月，輝能在日本電池展（Battery Japan）中首度發表了，「FLCB（FPC Lithium Ceramic Battery）軟板鋰陶瓷電池」，這是一款將固態電池與軟性電路板（FPC）結合的新型電池產品。[5]厚度僅0.38mm的薄型電池可以隨意彎曲、剪切也不爆炸，目標市場為穿戴應用、消費性應用或IOT應用。[6]
- 2013年，輝能電池應用於宏達電推出HTC One max智慧型手機中內含電池的保護套配件，延長電池使用時間至1.5倍。此產品為輝能最早公開的固態電池商用化紀錄。[7]
- 2017 年，其位於台灣桃園的自動化卷對卷固態電池試產線投產，此後至少出貨百萬片固態電池芯至各應用市場。[8]
- 2019年4月，輝能以電池包設計技術『BiPolar+ 3D架構固態電池包』（BiPolar+ 3D Structure Solid-State EV Battery Pack）獲得美國愛迪生獎（Edison Awards）金獎。這是一項透過直接堆疊固態電池極片來完成串並聯的組裝技術，得以簡化電動車電池系統的連接材料與空間，提升體積與重量的能量密度。[9]同一年度，輝能與數間中國電動車廠如蔚來、愛馳、天際汽車簽訂合作協議，分別進行固态电池電動車商用化的合作。[10]
- 2021年3月，輝能與越南汽車製造公司越快簽署合作備忘錄，根據協議，VinFast和輝能將成立一家合資企業在越南生產用於电动汽车的固态电池。[11]這家合資企業將被授權使用輝能的MAB（Multi-Axis Bipolar + Technology））固態電池封裝技術生產固態電池組。[12]
- 2021年4月，輝能科技以自主研發的「ASM 主動安全技術」榮獲美國愛迪生獎（Edison Awards）銅獎。[13][14]ASM 是一種主動阻止熱失控的材料機制，它可以在溫度上升時鈍化電極以阻止熱失控，有助於電動車安全性的提升。
- 2021年10月，輝能完成了3.26億美元的融資， 新加入的投資者有春華資本（Primavera Capital Group），資金籌備的目的為建立歐洲、美國與亞洲的產線。[15]
- 2022年1月，輝能與梅賽德斯-賓士集團旗下賓士簽署技術合作協議，賓士將投資近億歐元，並取得輝能科技董事會一個席次。梅賽德斯投資的資金將不僅用於電池開發，還將用於歐洲的生產準備。[16][17]
- 2022年2月，輝能科技獲選為Pitchbook所統計全球電動車產業關鍵獨角獸企業十五大之一。[18]
- 2022年3月，Gogoro攜手輝能科技，發表全球首顆「交換式」電動機車固態電池。[19]
- 2022年5月，浦項制鐵控股與輝能科技簽定合作合約開發電池材料，以支持次世代固態電池量產目標。[20][21]
- 2022年6月，輝能科技與德國動力系統方案設計廠FEV簽署技術合作協議，合作開發電動車固态电池系統。[22][23][24]
- 2022年7月，輝能科技與VinFast簽署技術合作協議，VinFast投資輝能數千萬美元，全面投入次世代固態電池研發，自2024年起，輝能計畫將供貨次世代固态电池電芯給越快，以支持越快新型純電車款的發表。[25][26][27]
- 2022年8月，輝能科技成為美國先進動力電池聯盟（NAATBatt）白金會員，計畫成為北美先進能源供應鏈的一員。[28][29]
- 2022年10月，輝能科技與歐洲車用電池製造商Automotive Cells Company簽署技術合作協議，將共同開發電動車電池系統。[30][31]
- 2022年12月，輝能科技與荷蘭 Elemental Strategic Metals稀有金屬回收公司合作固态电池回收方案。[32][33]
- 2023年3月，輝能科技接待法國經濟財政部的參訪。[34][35]
- 2023年4月，輝能科技獲得IATF16949國際驗證。[36][37]